# Peintre de l'hôtel de ville de Toulouse
La fonction de Peintre de l'hôtel de ville de Toulouse a été créée en 1295 et a duré jusqu'à la Révolution.

## Historique
La fonction de « peintre de la maison de ville » a été créée en 1295 quand le conseil de ville a décidé l'exécution d'un tableau chaque année représentant les consuls prêtant serment entre les mains du viguier royal.
Dans son Traité de la Noblesse des Capitouls de Toulouse, Germain de Lafaille a défendu la noblesse des capitouls et leur droit d'image en faisant remonter ce droit au temps où la ville de Toulouse était une colonie romaine. Les capitouls ont défendu ce droit d'image quand il a été menacé dans la seconde moitié du XVIIe siècle par le pouvoir royal.

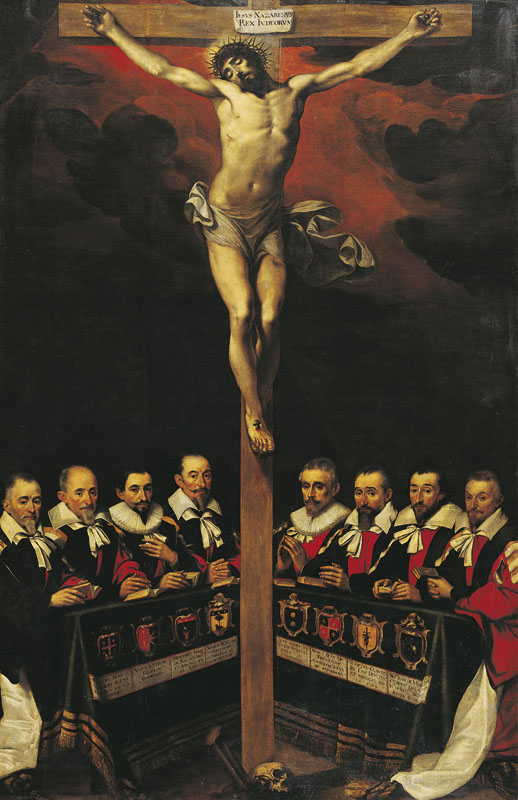
Le Christ en Croix avec les capitouls de 1622-1623
Jean Chalette

De la fin du XIIIe siècle à la Révolution, les huit capitouls se sont fait représenter ensemble, d'abord en miniature, sur une page des Annales de la ville qui consignaient les évènements importants de Toulouse. De 1442 jusqu'au XVIe siècle, les portraits des capitouls ont été peints à fresque sur les murs du grand et du petit consistoire, aujourd'hui disparus. À partir de 1564, les capitouls se sont fait représenter ensemble sur de grands tableaux qui étaient accrochés dans le Capitole. Ces tableaux ont tous été détruits, à l'exception du tableau de Jean Chalette, Le Christ en Croix avec les capitouls de 1622-1623. À partir de 1582, des portraits individuels étaient peints.
Par habitude, les peintres réalisant les portraits des capitouls ont été appelés « peintres de l'Hôtel de ville ». Ce titre a été donné pour la première fois à Jean Chalette, en décembre 1612. Il peignait déjà les portraits des capitouls depuis deux ans.

## Liste des peintres de l'hôtel de ville
Liste chronologique des peintres ayant fait des portraits des consuls, établie par Ernest Roschach à partir des comptes de l'hôtel de ville :
- P. dal Vilar, en 1362 ;
- Jehan Noguier, en 1388-1392, 1403-1405 ;
- Jehan Aymes, 1420 ;
- Guiraut Salas, en 1439-1440 ;
- Antoine de Logny, 1459 ;
- Daniel de Saint-Valery, 1465 ;
- Colin de Trysia, 1465 ;
- Guillem Viguier, dit Papillon, 1469, 1487, 1498 ;
- Laurent Robyn, 1475, 1485, 1488, 1489, 1497, 1503 ;
- Liénard de la Chièse, 1498 ;
- Pierre Gony, Frison, 1503 ;
- Jehan Merle, 1513 ;
- Mathieu Cochin, en 1517-1518 ;
- Antoine Ferret[3], 1520, 1531 ;
- Jehan Peyre Mashuquet, 1522 ;
- Jacques Betelha, 1523 ;
- Charles Pingault, 1535 ;
- Servais Cornoalle ou Cornoailles[4],[5] (mort vers 1565), 1537, 1562, 1564 ;
- Bernard Nalot  (né avant 1508, mort en 1549-1550), 1540 ;
- Guillaume Garnier, 1541 ;
- Jehan Faguelin, dit le Page, 1550, 1556 à 1560 ;
- François Michart, 1550 ;
- Martin Le Guoys, 1553 ;
- Jean Gibert, dit Cupido, 1577 à 1583 ;
- Arnaud Arnaud (ou Arnaut Arnaut), 1584 à 1587 ;
- Jacques Bolvène, 1588 à 1603[6] ;
- Jacques Clerjac, 1599 ;
- Guillaume Desambec et Jehan Camp, 1602[7] ;
- Charles Galleri ou Galery (vers 1570-1607), 1601, 1605, 1606 [8],[9] ;
- Pierre Pujol, d'Alby, 1603 ;
- Bernard Lévesque, 1607[10] ;
- Pool van der Schoolen et Jean Sneegans, 1607 ;
- David Varin du Jardin, 1608-1609[11] ;
- Jean Chalette (1581-1644)[12], de 1611 jusqu'en 1643 ;
- Hilaire Pader, en 1643, 1660-1663 ;
- Denis Perrault et François Colombe du Lys, en 1644[13] ;
- Antoine Durand, en 1645, 1647, 1648, puis de 1658 à 1663 ;
- Jean Floutou[14],[15], en 1664 ;
- Antoine Durand, en 1665 à 1673 ;
- Antoine Nicolas de Troy (1603-1684)
- Jean-Pierre Rivalz, en 1674 à 1688 ;
- Antoine Panat, en 1689-1690 ;
- André Lèbre, de 1691 à 1693 ;
- Jean Michel, de 1694 à 1702 ;
- Antoine Rivalz, de 1703 à 1735 :
- Guillaume Cammas, de 1735 à 1755 ;
- Pierre Rivalz, chevalier de Rivalz, de 1756 à 1778 ;
- François Cammas, de 1779 à 1781 ;
- Gaubert Labeyrie (1717-1792), à partir de 1781[16].